# Radja Nainggolan
Radja Nainggolan (sinh ngày 4 tháng 5 năm 1988) là một cầu thủ bóng đá chuyên nghiệp người Bỉ gốc Indonesia hiện đang thi đấu ở vị trí tiền vệ.
Với biệt danh Il Ninja, sự nghiệp thi đấu chuyên nghiệp cấp câu lạc bộ của Nainggolan chỉ bao gồm các đội bóng tại Ý Piacenza, Cagliari, AS Roma và Inter Milan.
Tháng 5 năm 2009, anh được triệu tập vào đội tuyển Bỉ. Tuy nhiên phải 7 năm sau anh mới cùng đội tuyển Bỉ tham dự giải đấu lớn đầu tiên là Euro 2016 tổ chức tại Pháp. Nainggolan tuyên bố từ giã đội tuyển quốc gia vào tháng 5 năm 2018 khi không được triệu tập tham dự World Cup 2018.

## Sự nghiệp câu lạc bộ

### Giai đoạn đầu sự nghiệp
Từ năm 10 tuổi, Nainggolan thi đấu cho đội bóng địa phương K.F.C. Germinal Beerschot. Sau đó, anh được một tuyển trạch viên người Thụy Sĩ Alessandro Beltrami phát hiện tài năng và đưa đến Ý thi đấu cho Piacenza tại giải Serie B vào năm 2005. Sau bốn năm thi đấu tại Serie B, anh đã chuyển đến câu lạc bộ Cagliari tại giải Serie A.

### Cagliari
Ngày 27 tháng 1 năm 2010, Nainggolan được đem cho mượn tại câu lạc bộ Cagliari Calcio, với điều khoản cho phép đội bóng vùng Sardinia có quyền mua anh sau khi kết thúc mùa giải. Anh có trận đấu đầu tiên tại giải đấu cao nhất nước Ý vào ngày 7 tháng 2, trong trận thua Inter Milan 3-0.
Ngày 21 tháng 6 năm 2010, Cagliari chính thức mua Nainggolan. Ngày 29 tháng 9 năm 2013, anh ghi bàn từ cú sút xa giúp Cagliari giành lại 1 điểm trước Inter Milan. Tháng 10 năm 2013, sau ba mùa bóng thường xuyên thi đấu ở vị trí chính thức, hợp đồng giữa anh và Cagliari được gia hạn đến năm 2016. Anh đã có tổng cộng 7 bàn thắng cho Cagliari tại Serie A sau 131 lần ra sân trước khi đến AS Roma vào tháng 1 năm 2014.

### AS Roma
Ngày 7 tháng 1 năm 2014, Nainggolan được đem cho mượn tại AS Roma với mức phí 3 triệu € và đội bóng thủ đô được quyền ưu tiên mua anh với mức phí 6 triệu € vào năm sau.
Nainggolan có trận đấu đầu tiên cho Roma vào ngày 9 tháng 1 năm 2014, trong chiến thắng 1–0 trước U.C. Sampdoria tại Coppa Italia. Ngày 22 tháng 2 năm 2014, Nainggolan có bàn thắng đầu tiên cho AS Roma và đó cũng là bàn thắng duy nhất trong trận đấu với Bologna. Bàn thắng thứ hai, vào ngày 19 tháng 4, cũng là bàn thắng duy nhất giúp Roma thắng ACF Fiorentina và có được suất tham dự UEFA Champions League vào mùa sau.
Ngày 14 tháng 12 năm 2014, anh ghi bàn thắng duy nhất trong trận đấu với Genoa tại Serie A.
Trong trận đấu đầu tiên của Roma tại UEFA Champions League 2015-16 với Barcelona, Nainggolan đã có pha vào bóng từ phía sau khiến cầu thủ Rafinha của đối phương bị rách dây chằng đầu gối và nghỉ thi đấu đến hết giải. Ngày 25 tháng 3 năm 2016, anh ghi bàn thắng ở phút 85 giành lại 1 điểm cho Roma trước Inter Milan tại vòng đấu thứ 30 Serie A.
Ngày 18 tháng 11 năm 2017, Nainggolan có cú sút thành bàn từ ngoài vòng cấm giúp Roma giành chiến thắng 2-1 trước Lazio trong trận derby thành Rome. Trong trận bán kết lượt đi UEFA Champions League 2017-18 với Liverpool, Nainggolan là người châm ngòi cho cả hai bàn vào lưới Liverpool nhưng Roma đã để thua đậm đội bóng Anh 5-2. Trong trận lượt về sau đó một tuần, anh đã bất cẩn tạo điều kiện cho Liverpool mở tỉ số nhưng đã lập cú đúp ở những phút cuối, trong đó có một quả phạt đền giúp Roma giành chiến thắng 4-2, nhưng thua chung cuộc 7-6.

### Inter Milan
Ngày 26 tháng 6 năm 2018, Nainggolan ký hợp đồng với Inter Milan sau khi hoàn thành vụ chuyển nhượng trị giá 33 triệu £ (trong đó Inter trả 21 triệu £ cùng với hai cầu thủ Davide Santon và Nicolò Zaniolo).

## Sự nghiệp đội tuyển quốc gia
Nainggolan có trận đấu đầu tiên cho đội tuyển Bỉ vào ngày 29 tháng 5 năm 2009 gặp Chile tại Cúp Kirin. Tuy nhiên gần 5 năm sau đó, anh mới có bàn thắng đầu tiên cho đội tuyển Bỉ trong trận giao hữu hòa 2-2 với Bờ Biển Ngà. Ngày 13 tháng 5 năm 2014, Nainggolan được đưa vào đội hình sơ bộ tham dự World Cup 2014 nhưng sau cùng đã bị loại khỏi danh sách 23 cầu thủ cuối cùng.
Trong suốt vòng loại Euro 2016, Nainggolan có mặt trong 9/10 trận vòng loại, ghi được hai bàn thắng trong các trận đấu với Bosnia và Herzegovina và Andorra. Kết thúc vòng loại, đội tuyển Bỉ giành quyền tham dự giải vô địch châu Âu sau 16 năm vắng bóng.
Nainggolan có tên trong danh sách 23 tuyển thủ Bỉ tham dự Euro 2016 tại Pháp. Anh có trận đấu đầu tiên tại một giải đấu quốc tế lớn vào ngày 13 tháng 6, trong trận thua 2-0 trước Ý. Sau khi chỉ được vào sân từ ghế dự bị trong chiến thắng 3-0 trước CH Ireland, anh trở lại đội hình xuất phát trong trận cuối cùng vòng bảng với Thụy Điển và ghi bàn thắng duy nhất của trận đấu từ một cú sút xa. Trong trận đấu tứ kết với Wales, anh giúp Bỉ vươn lên dẫn trước từ sớm bằng một cú sút xa đẹp mắt nhưng chung cuộc Bỉ đã để thua ngược 1–3.
Sau khi không được triệu tập vào đội tuyển Bỉ tham dự World Cup 2018 tại Nga, Radja Nainggolan chia tay đội tuyển quốc gia sau 9 năm gắn bó, tổng cộng anh đã thi đấu 30 trận và ghi được 6 bàn thắng.

## Danh hiệu

### Câu lạc bộ

#### Inter Milan
- Serie A: 2020–21

### Cá nhân
- Đội hình xuất sắc nhất năm của Serie A: 2014–15[28]

## Thống kê sự nghiệp

### Câu lạc bộ
Tính đến 26 tháng 5 năm 2019
| Câu lạc bộ          | Mùa giải            | Giải đấu            | Giải đấu | Giải đấu | Cúp quốc gia | Cúp quốc gia | Châu Âu | Châu Âu | Khác | Khác | Tổng cộng | Tổng cộng |
| Câu lạc bộ          | Mùa giải            | Hạng                | Trận     | Bàn      | Trận         | Bàn          | Trận    | Bàn     | Trận | Bàn  | Trận      | Bàn       |
| ------------------- | ------------------- | ------------------- | -------- | -------- | ------------ | ------------ | ------- | ------- | ---- | ---- | --------- | --------- |
| Piacenza            | 2005–06             | Serie B             | 1        | 0        | 0            | 0            | —       | —       | —    | —    | 1         | 0         |
| Piacenza            | 2006–07             | Serie B             | 1        | 0        | 0            | 0            | —       | —       | —    | —    | 1         | 0         |
| Piacenza            | 2007–08             | Serie B             | 10       | 0        | 1            | 0            | —       | —       | —    | —    | 11        | 0         |
| Piacenza            | 2008–09             | Serie B             | 38       | 3        | 1            | 0            | —       | —       | —    | —    | 39        | 3         |
| Piacenza            | 2009–10             | Serie B             | 21       | 1        | 1            | 0            | —       | —       | —    | —    | 22        | 1         |
| Piacenza            | Tổng cộng           | Tổng cộng           | 71       | 4        | 3            | 0            | —       | —       | —    | —    | 74        | 4         |
| Cagliari            | 2009–10             | Serie A             | 7        | 0        | 0            | 0            | —       | —       | —    | —    | 7         | 0         |
| Cagliari            | 2010–11             | Serie A             | 36       | 2        | 2            | 0            | —       | —       | —    | —    | 38        | 2         |
| Cagliari            | 2011–12             | Serie A             | 37       | 1        | 2            | 0            | —       | —       | —    | —    | 39        | 1         |
| Cagliari            | 2012–13             | Serie A             | 34       | 2        | 1            | 0            | —       | —       | —    | —    | 35        | 2         |
| Cagliari            | 2013–14             | Serie A             | 17       | 2        | 1            | 0            | —       | —       | —    | —    | 18        | 2         |
| Cagliari            | Tổng cộng           | Tổng cộng           | 131      | 7        | 6            | 0            | —       | —       | —    | —    | 137       | 7         |
| Roma                | 2013–14             | Serie A             | 17       | 2        | 3            | 0            | —       | —       | —    | —    | 20        | 2         |
| Roma                | 2014–15             | Serie A             | 35       | 5        | 2            | 0            | 9       | 0       | —    | —    | 46        | 5         |
| Roma                | 2015–16             | Serie A             | 35       | 6        | 0            | 0            | 7       | 0       | —    | —    | 42        | 6         |
| Roma                | 2016–17             | Serie A             | 36       | 11       | 4            | 2            | 12      | 1       | —    | —    | 46        | 15        |
| Roma                | 2017–18             | Serie A             | 31       | 4        | 0            | 0            | 11      | 2       | —    | —    | 42        | 6         |
| Roma                | Tổng cộng           | Tổng cộng           | 155      | 28       | 9            | 2            | 39      | 3       | —    | —    | 203       | 33        |
| Inter Milan         | 2018–19             | Serie A             | 29       | 6        | 1            | 0            | 6       | 1       | —    | —    | 36        | 7         |
| Cagliari Calcio     | 2019-20             | Serie A             | 21       | 5        | 3            | 0            |         |         |      |      | 24        | 5         |
| Tổng cộng sự nghiệp | Tổng cộng sự nghiệp | Tổng cộng sự nghiệp | 376      | 45       | 19           | 2            | 45      | 4       | —    | —    | 474       | 56        |

### Quốc tế
| Đội tuyển quốc gia | Năm       | Trận | Bàn |
| ------------------ | --------- | ---- | --- |
| Bỉ                 | 2009      | 1    | 0   |
| Bỉ                 | 2011      | 1    | 0   |
| Bỉ                 | 2012      | 1    | 0   |
| Bỉ                 | 2013      | 1    | 0   |
| Bỉ                 | 2014      | 4    | 2   |
| Bỉ                 | 2015      | 9    | 2   |
| Bỉ                 | 2016      | 9    | 2   |
| Bỉ                 | 2017      | 3    | 0   |
| Bỉ                 | 2018      | 1    | 0   |
| Tổng cộng          | Tổng cộng | 30   | 6   |

### Bàn thắng quốc tế
Bàn thắng của đội tuyển Bỉ được ghi trước.
| #  | Ngày                 | Địa điểm                                                | Trận thứ | Đối thủ              | Bàn thắng | Kết quả | Giải đấu            |
| -- | -------------------- | ------------------------------------------------------- | -------- | -------------------- | --------- | ------- | ------------------- |
| 1. | 5 tháng 3 năm 2014   | Sân vận động Nhà vua Baudouin, Bruxelles, Bỉ            | 5        | Bờ Biển Ngà          | 2–0       | 2–2     | Giao hữu            |
| 2. | 13 tháng 10 năm 2014 | Sân vận động Bilino Polje, Zenica, Bosna và Hercegovina | 8        | Bosna và Hercegovina | 1–1       | 1–1     | Vòng loại Euro 2016 |
| 3. | 7 tháng 6 năm 2015   | Stade de France, Paris, Pháp                            | 11       | Pháp                 | 3–0       | 4–3     | Giao hữu            |
| 4. | 10 tháng 10 năm 2015 | Sân vận động Quốc gia, Andorra la Vella, Andorra        | 15       | Andorra              | 1–0       | 4–1     | Vòng loại Euro 2016 |
| 5. | 22 tháng 6 năm 2016  | Allianz Riviera, Nice, Pháp                             | 22       | Thụy Điển            | 1–0       | 1–0     | Euro 2016           |
| 6. | 2 tháng 7 năm 2016   | Sân vận động Pierre-Mauroy, Lille, Pháp                 | 13       | Wales                | 1–0       | 1–3     | Euro 2016           |

## Cuộc sống cá nhân
Nainggolan sinh tại Antwerp, Bỉ, có mẹ là người Bỉ và cha là người Indonesia. Cha anh đã bỏ rơi sáu mẹ con khi anh chỉ mới 5 tuổi. Mẹ anh sau đó đã phải làm nhiều việc để kiếm sống và nuôi những đứa con. Mẹ Nainggolan, bà Lizy Bogaerts, mất năm 2010 vì ung thư và anh đã xăm ngày sinh và ngày mất của mẹ mình lên lưng để tưởng nhớ bà.
Nainggolan có khả năng nói được bốn thứ tiếng là tiếng Hà Lan, tiếng Ý, tiếng Anh và tiếng Pháp.
Ngày 19 tháng 11 năm 2015, khi đang đi nghỉ mát tại Antwerp cùng gia đình, một số vị khách ở cùng khách sạn với Nainggolan đã gọi điện báo cảnh sát vì cho rằng anh có vẻ ngoài giống khủng bố. Cuối cùng sự hiểu lầm đã được giải quyết. Tháng 3 năm 2016, anh may mắn không trở thành nạn nhân của vụ khủng bố tại Brussels khi anh đổi chuyến bay vào phút cuối cùng để không có mặt tại Brussels khi vụ nổ bom diễn ra.